# 朝阳站 (广州)
朝阳站是广州地铁13号线的在建车站，位于中国广东省广州市白云区规划槎神大道，预计于2027年启用。

## 车站结构
朝阳站为地下二层岛式站台车站，全长760.9米，是13号线二期最长的车站。

### 车站楼层
朝阳站地面为车站各出入口，地下一层为站厅，地下二层为13号线站台。
| 地下一层 | 站厅                       | 售票機、客服中心、商店、警务室、安检设施 |  |  |
| 地下二层 | 2 站台                     | █13号线 终点站台                         |  |  |
|          | 岛式站台（卫生间、母婴室） |                                          |  |  |
|          | 1 站台                     | █13号线 新沙方向（下站：庆丰）           |  |  |

### 站线
本站设有一个岛式站台。车站北侧设双折返线，南侧设单渡线。

## 历史
朝阳站于2018年10月开钻，2019年4月开始地下连续墙施工，2021年4月实现主体结构封顶。